# Aryzta Deutschland

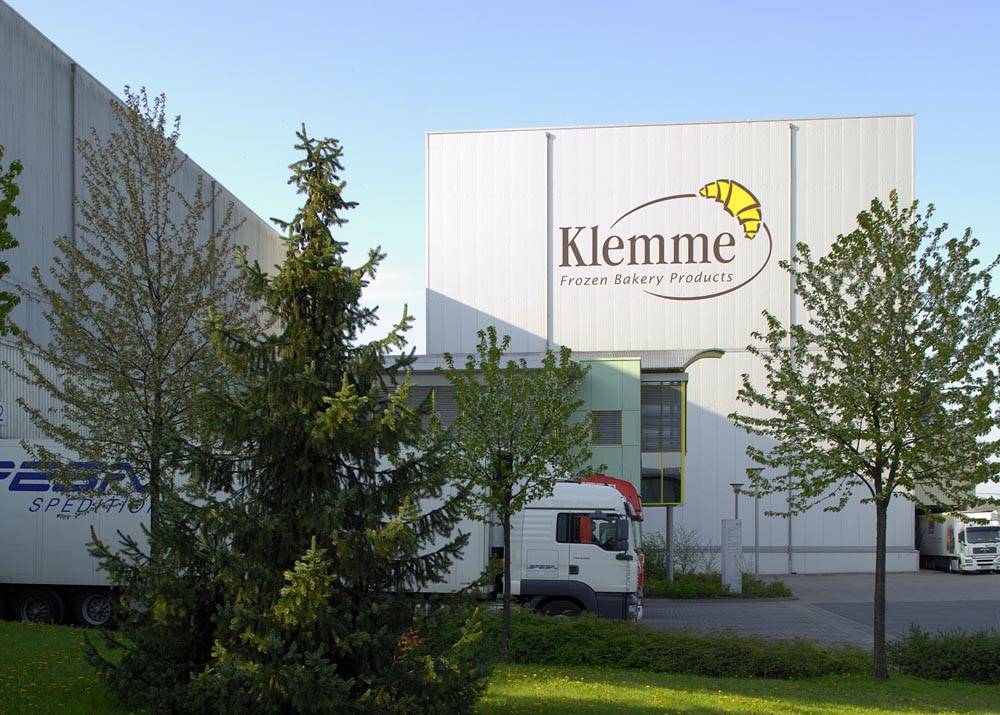
Klemme AG, Werk Eisleben

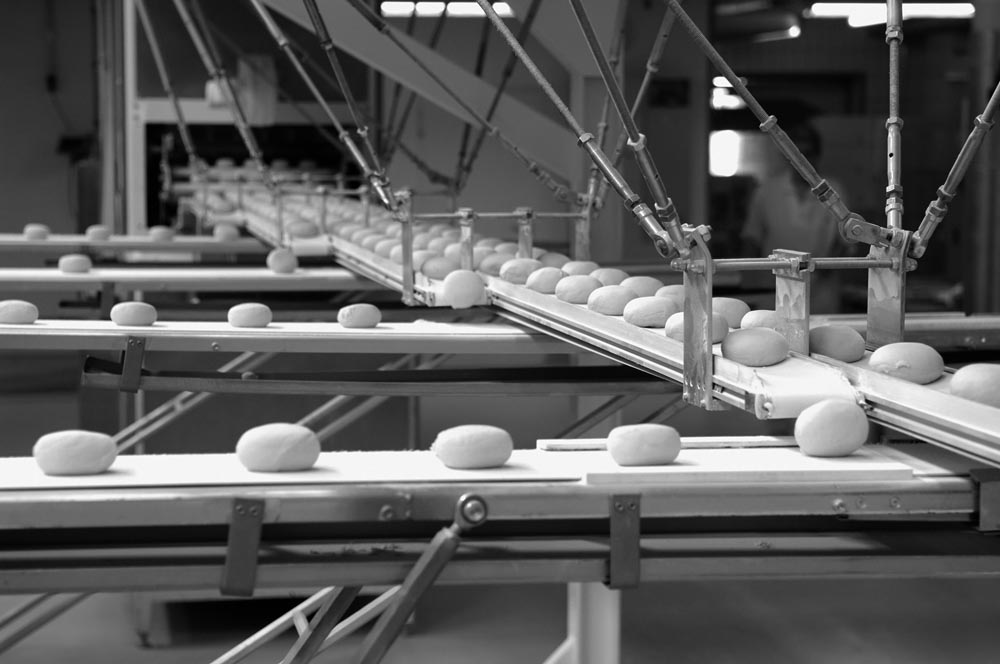
Klemme AG, Blick in die Produktion

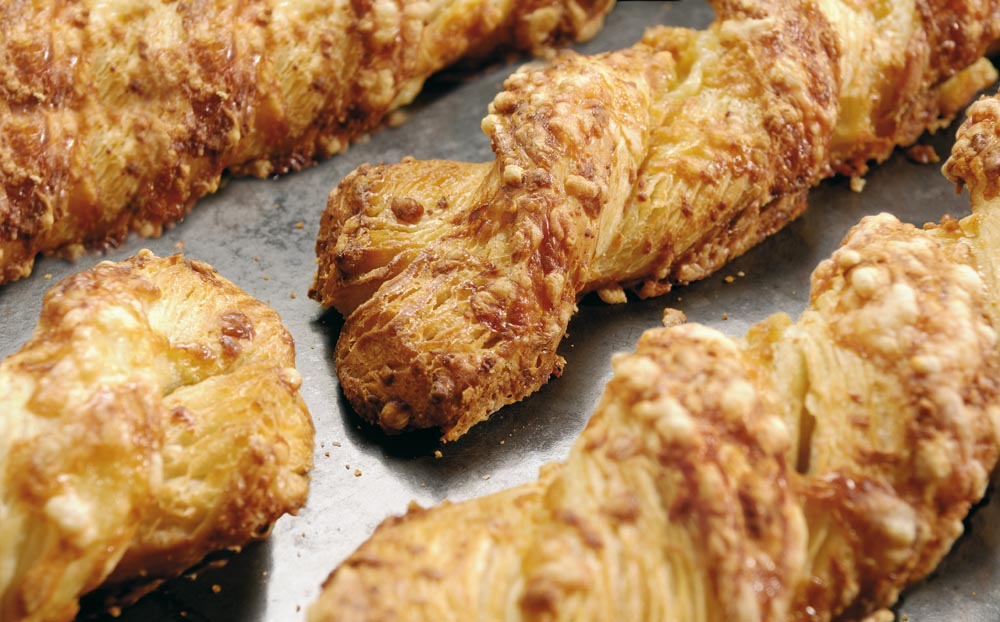
Klemme AG, Käsetwister

Die ARYZTA Bakeries Deutschland GmbH (vormals Klemme AG) mit Sitz in der Lutherstadt Eisleben in Sachsen-Anhalt ist ein Unternehmen zur Produktion von Tiefkühlbackwaren für Großhändler, Tankstellen, Gastronomie und Hotellerie, Hausbäckereien in Supermärkten, Filialbäckereien sowie Tiefkühlheimlieferdienste.

## Geschichte
Das Unternehmen wurde 1991 als Kern & Sammet GmbH in Mansfeld gegründet. Im Jahr 1993 erfolgte der Produktionsstart im Werk I in Mansfeld, 1997 und 2000 der Produktionsstart in den Werken II und III in Eisleben. Im Jahr 2000 wurde das Unternehmen in eine Aktiengesellschaft umfirmiert. 2004 begann das vierte Werk in Nordhausen zu produzieren, 2007 Werk V in Eisleben und 2012 Werk VI und damit das vierte Werk in Eisleben. 2013 wurde Klemme von Aryzta übernommen. Im Juli 2015 wurde Werk 7 eröffnet. 2016 erfolgte die Verschmelzung mit Aryzta und Umfirmierung in ARYZTA Bakeries Deutschland GmbH.

## Produktion
Das Sortiment der ARYZTA Bakeries Deutschland GmbH umfasst tiefgekühlte Backwaren in verschiedenen Produktlinien: Baguettes, Brötchen, Ciabatta, Plunder, Croissants (gefüllt oder ungefüllt), Fettgebäck, Laugengebäck, mediterrane Weißbrotspezialitäten, Sandwiches, Snacks, süßes Hefegebäck, Süßgebäck sowie speziell auf Kundenwünsche abgestimmte Sortimente.

## Standorte
- Berlin – Verwaltung (75 Mitarbeiter)
- Eisleben – 5 Produktionswerke (2.000 MA)
- Freiburg im Breisgau – Verkauf u. Steuerung der Feindistribution an ca. 15.000 Kunden (390 MA) (ex Hiestand)
- Gerolzhofen – 1 Produktionswerk (370 MA)
- Nordhausen – 1 Produktionswerk (200 MA)